# 벵갈루루 FC
벵갈루루 FC(영어: Bengaluru Football Club)는 인도의 프로축구단으로 카르나타카주 벵갈루루를 연고지로 하고 있다.현재  인도 슈퍼리그에 참가하고 있다.

## 역사
2013년 창단 후 I리그에서 2번(2013-14, 2015-16)의 우승컵을 들어올렸고 2014-15 시즌에서는 준우승을 차지했으며 2017-18 시즌에 인도 슈퍼리그로 승격되자마자 정규리그 우승과 포스트시즌 준우승을 차지하는 돌풍을 일으켰고 2018-19 시즌에서는 사상 첫 슈퍼리그 통합 우승을 차지했다. 또한 페더레이션컵에서도 2번(2014-15, 2016-17) 정상에 올랐고 인도 슈퍼컵에서도 2018년에 우승을 차지하였을 뿐만 아니라 2016 AFC컵에서도 준우승을 차지하면서 인도의 명문 구단으로 자리매김했다.

## 선수 명단

### 현역
참고: FIFA 자격 규정에 따라 소속된 국가대표팀 국기를 표시합니다. 선수는 복수의 FIFA 비회원국 국적을 가지고 있을 수 있습니다.
| 번호 | 포지션 | 국적 | 이름               |
| ---- | ------ | ---- | ------------------ |
| 1    | GK     | 인도 | 구르프리트 싱 산두 |
| 7    | FW     |      | 라이언 윌리엄스    |
| 11   | FW     | 인도 | 수닐 체트리        |

| 번호 | 포지션 | 국적 | 이름                   |
| ---- | ------ | ---- | ---------------------- |
| 30   | FW     |      | 호르헤 페레이라 디아스 |

## 역대 감독
| 감독              | 임기        |
| ----------------- | ----------- |
| 마르코 페차이올리 | 2021 ~ 2022 |
| 제라드 자라고자   | 2023 ~      |

틀:벵갈루루 FC
틀:벵갈루루 FC 감독